# 天佑美国 (厄文·博林歌曲)
《天佑美國》，又譯為《上帝保佑美國》（英語：God Bless America），是美國詞曲作家歐文·柏林於1918年創作的愛國歌曲。
歌名取自常見的禱文“願上帝保佑美國”。此歌曲在美國國內具有“第二國歌”的地位（儘管未有正式授權），軍隊、學校、美國總統的就職典禮，以及超級盃決賽都有演唱。此外，不少美國的政治人物在演講結束時，會以天佑美國作結。
911事件以後，在加拿大歌手席琳·迪翁演唱此曲後，這首歌被賦予新的內涵，更加傳唱。

## 外部連結
- YouTube上的God Bless America - 席琳·迪翁
- YouTube上的God Bless America - 夏芮絲